# Шпаков, Алексей Яковлевич
 Шпаков Алексей Яковлевич  (31 мая [12 июня] 1868, Бобылевка, Черниговская губерния — 7 июля 1927, Одесса) — российский историк права, профессор, ректор Одесского института народного хозяйства.

## Биография
Александр Яковлевич Шпаков родился 31 мая 1868 года в селе Бобылевка. Происходил из купеческой семьи.
Окончил курс на юридическом факультете Киевского университета. Занимал в Новороссийском университете кафедру истории русского права; читает лекции по государственному праву на одесских высших женских курсах. Важнейшие труды Ш.: «Стоглав. Его значение для историка русского права» (Киев, 1903); «Государство и церковь в их взаимных отношениях в Московском государстве от флорентийской унии до учреждения патриаршества» (ч. I, Киев, 1904; магистерская диссертация); «Стоглав. К вопросу об официальном или неофициальном происхождении этого памятника» (в «Сборнике статей по истории права, посвященном М. Ф. Владимирскому-Буданову», Киев, 1904, и отдельно).
Являлся членом Одесского общества истории и древностей (до 1917 года) и Одесской комиссии краеведения при ВУАН.
В 1921—1924 годах занимал должность ректора Одесского института народного хозяйства.
Умер 7 июля 1928 года в Одессе.

## Основные труды
- Стоглав. К вопросу об официальном или неофициальном происхождении этого памятника. Киев, 1903;[10]
- Стоглав. К вопросу об официальном или неофициальном происхождении этого памятника // Сборник статей по истории права, посвященном М. Ф. Владимирскому-Буданову", Киев, 1904[11];
- В. О. Ключевский : К 75-летию со дня рождения / А. Я. Шпаков. — Одесса : «Слав.» тип. Е. Хрисогелос, 1916.[12]
- Государство и церковь в их взаимных отношениях в Московском государстве // Записки Императорского Новороссийского университета Юридического факультета. — Вып. 6. — Одесса 1912. — XXII, 399, VII, 200 с.[13][14]